# Русакова (Голишмановський міський округ)
Русако́ва (рос. Русакова) — присілок у складі Голишмановського міського округу Тюменської області, Росія.
Населення — 104 особи (2010, 134 у 2002).
Національний склад станом на 2002 рік:
- росіяни — 94 %